# Ари Фрејр Скуласон
Ари Фрејр Скуласон (исл. Ari Freyr Skúlason; Рејкјавик, 14. мај 1987) професионални је исландски фудбалер који примарно игра у одбрани на позицији левог бека, али повремена игра и као средњи везни.

## Клупска каријера
Скуласон је фудбалску каријеру започео као играч екипе Валура из Рејкјавика, тима за који је дебитовао и као сениорски играч у сезони 2005. године. Пре тога је две године играо у омладинском погону холандског Херенвена.
Као деветнаестогодишњак одлази у Шведску где игра наредних осам сезона, прво за екипу Хекена, а потом и за ГИФ Сундсвал. Потом игра три сезоне за дански Оденсе, а од јула 2016. Скуласон је играч белгијског Локерена. 

## Репрезентативна каријера
За сениорску репрезентацију Исланда дебитовао је 10. новембра 2009. у пријатељској утакмици са селекцијом Ирана. Годину дана касније постаје стандардним репрезентативцем своје земље.
Прво велико такмичење на ком је наступи било је Европско првенство 2016. у Француској, где је одиграо свих пет утакмица за свој тим.
Селектор Хејмир Халгримсон уврстио га је на списак играча за Светско првенство 2018. у Русији, где је у прве две утакмице групе Д против Аргентине и Нигерије.